# Arcfox
Az Arcfox elektromos személyautók és crossoverek kínai márkája, amelynek székhelye Pekingben található, és 2017 óta működik. A márka a BAIC Group autógyártó céghez tartozik.

## Előzmények
2017-ben a kínai autóipari óriás BAIC Group úgy döntött, hogy új márkát hoz létre az elektromos autók fejlesztésére. Az első helyben forgalomba kerülő modell egy Lite nevű mikroautó volt, amely a prémium osztályt célozta meg.
2019 márciusában, a Genfi Autószalonon került sor az Arcfox márka globális premierjére, kifejezve azt a célt, hogy a kínai márka működését az európai kontinensen is fejlesszék.
2020 májusában debütált a közepes méretű Alpha-T modell, and a year later the offer was expanded by the large crossover Alpha-S ettől kezdve a tervezés zászlóshajója. 
2022-ben az Arcfox együttműködést kezdett a kínai Huawei óriáscéggel, a hazai piacon elérhető autóit operációs rendszerrel szerelve fel.

## Járművek

### Jelenlegi modellek
- Arcfox Lite (2017–ma), városi autó
- Arcfox αT (2020-tól napjainkig), közepes méretű SUV
- Arcfox αS (2021-től napjainkig), vezetői szedán
- Arcfox Kaola (2023–jelenlegi), kompakt MPV
- Arcfox αS5 (kezdésig), kompakt vezetői szedán
- Arcfox αT5 (kezdettől), kompakt SUV
- Arcfox GT (prototípus), szuper autó

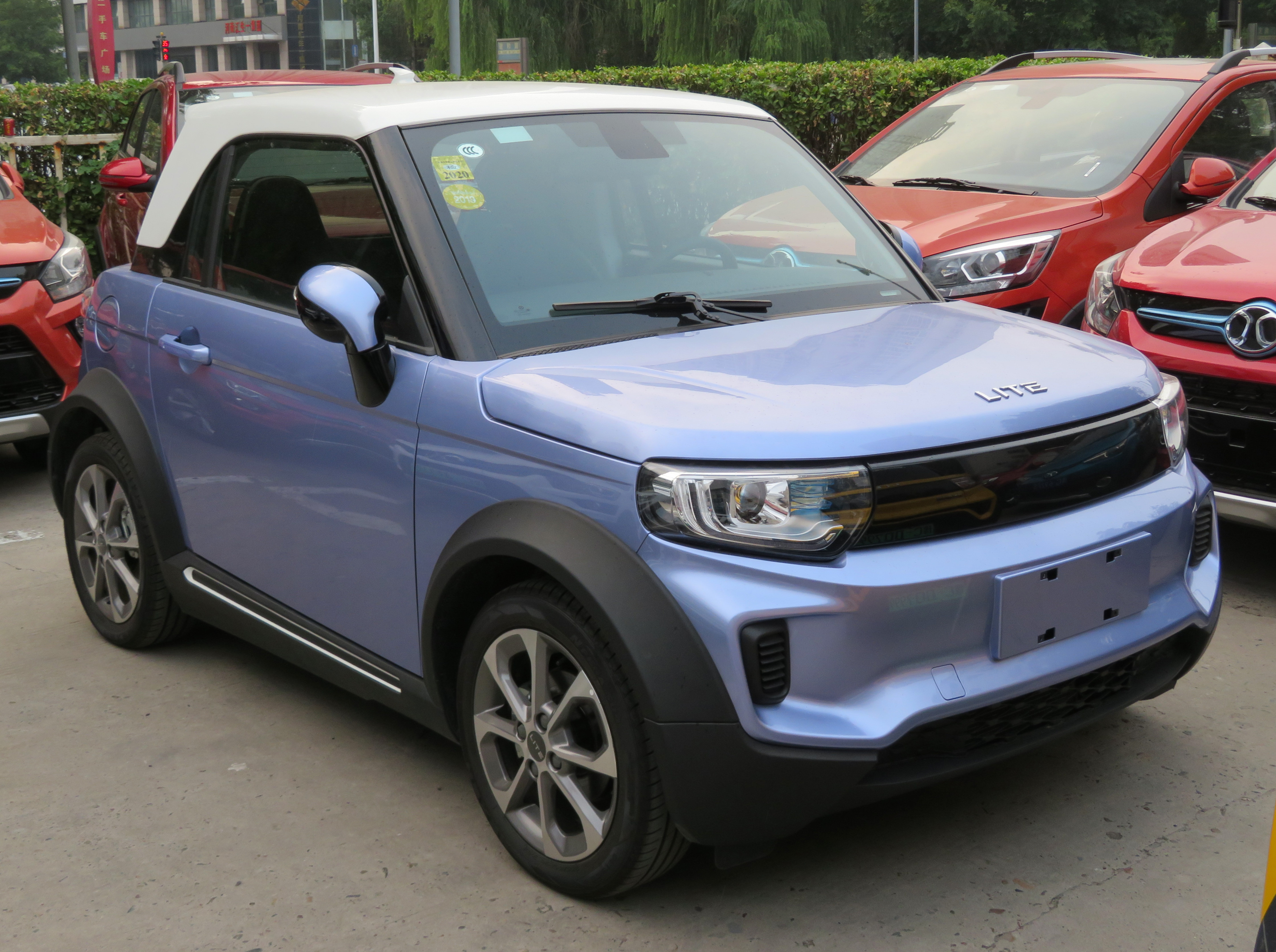
Arcfox Lite
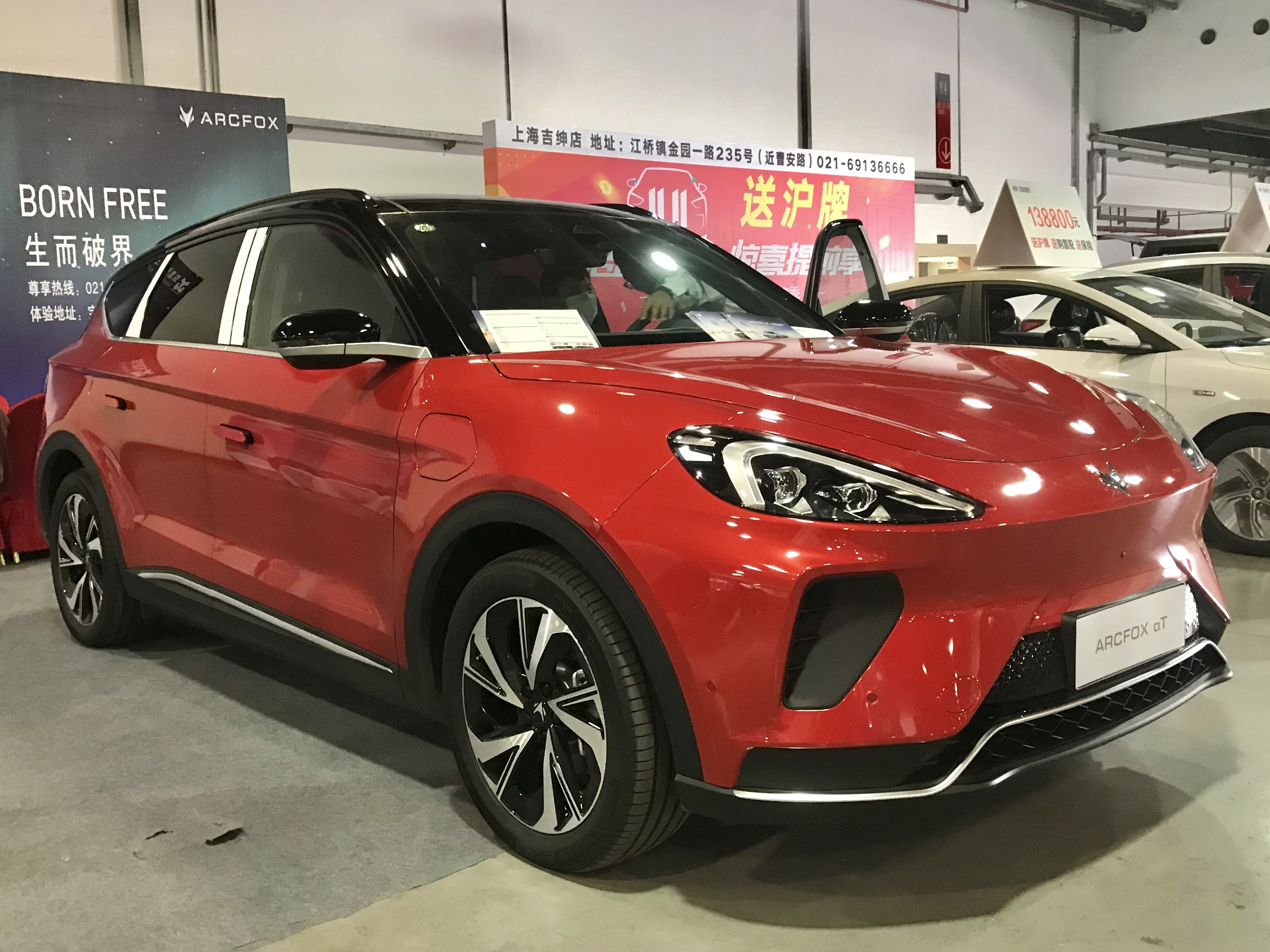
Arcfox αT
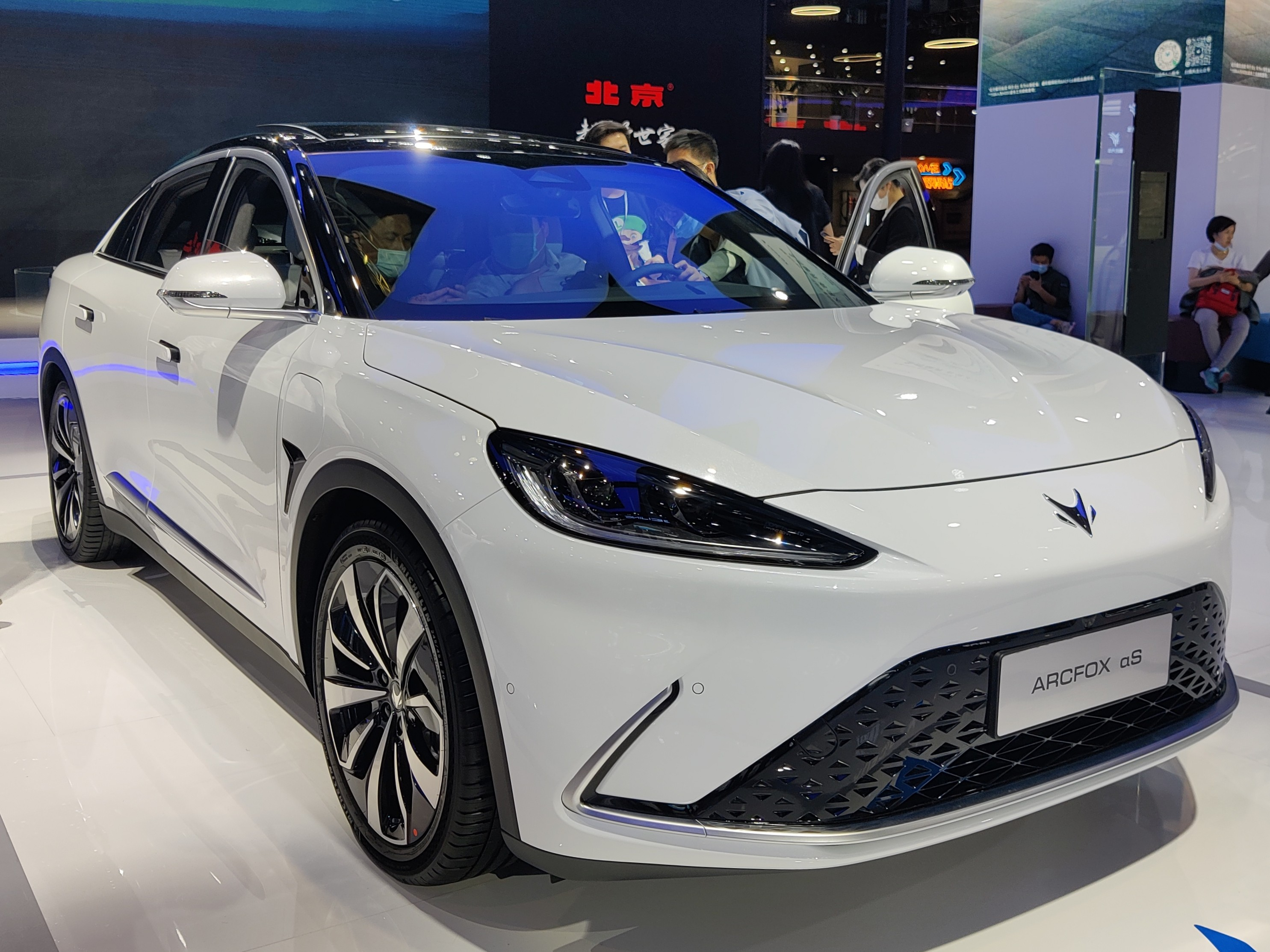
Arcfox αS
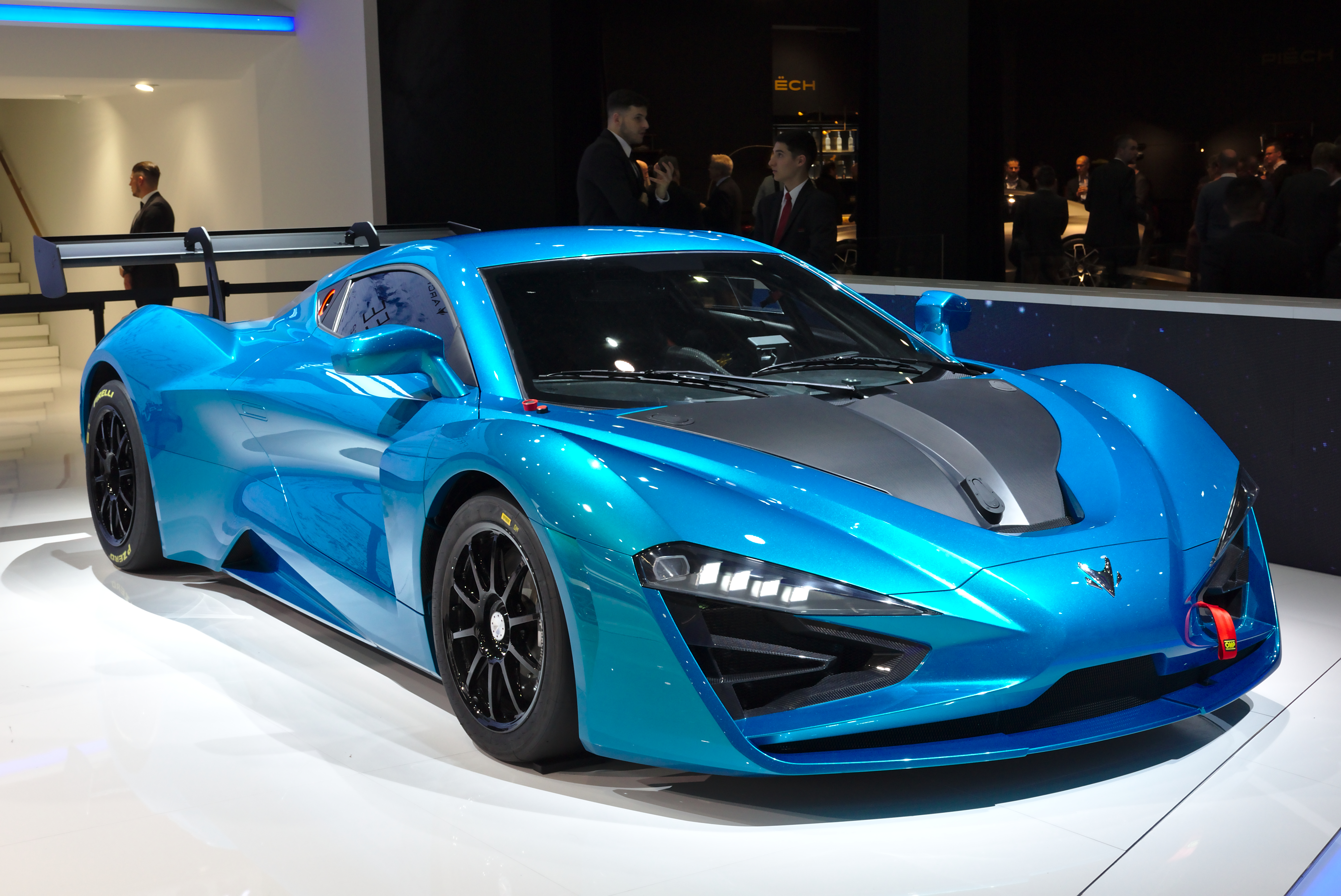
Arcfox GT
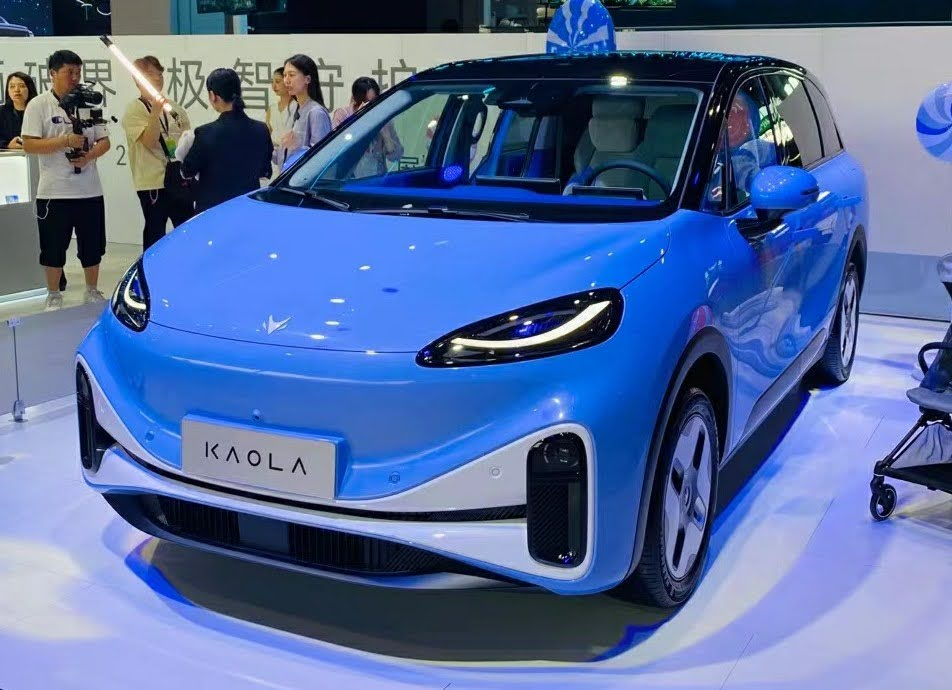
Arcfox Kaola
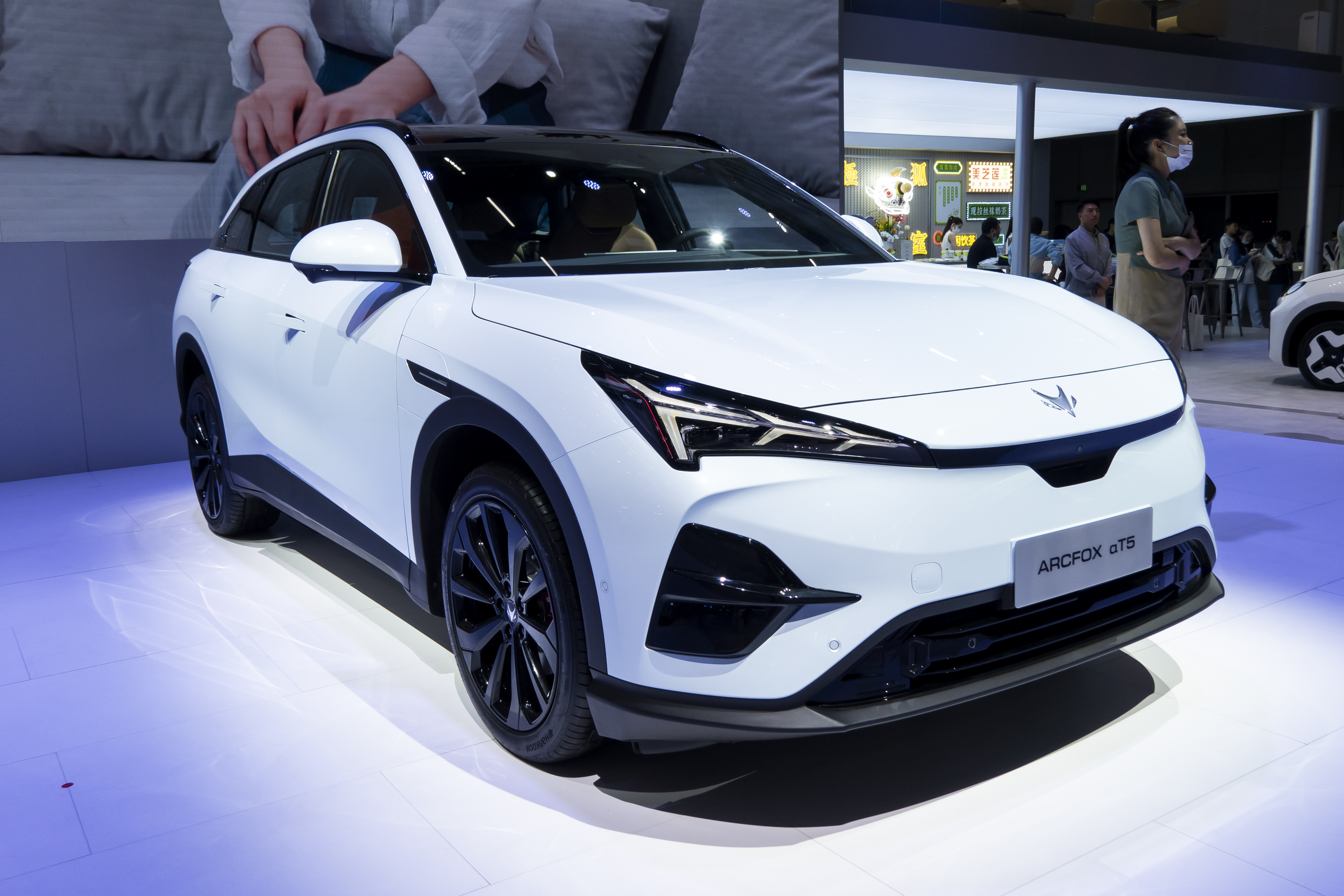
Arcfox αT5

### Koncepcióautók
Az Arcfoxnak van egy koncepcióautója:

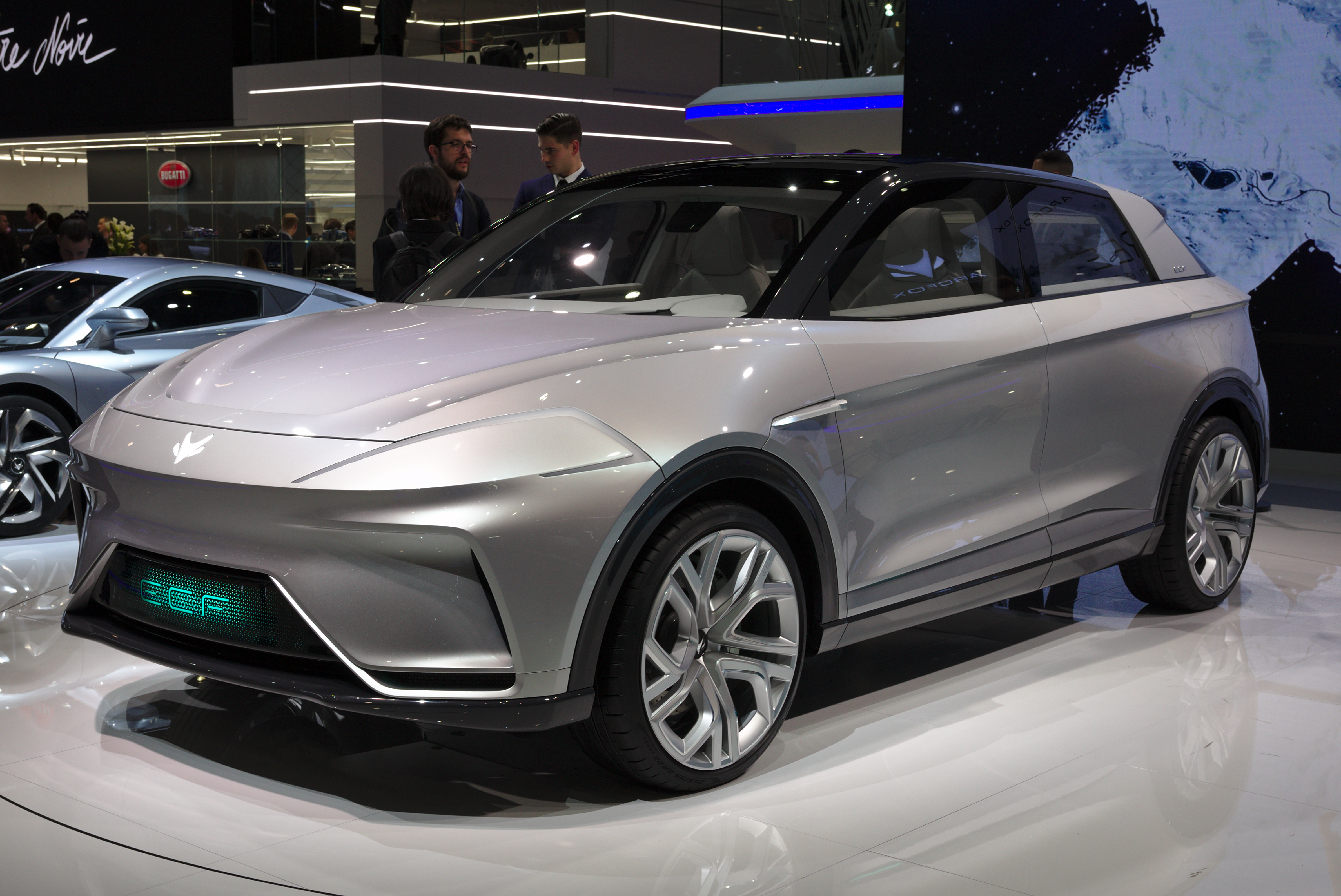
Arcfox ECF Concept

## Eladási adatok Kínában
2017 decemberében, az értékesítés első hónapjában 472 ilyen márkájú járművet regisztráltak Kínában. 2018-ban összesen 588, a következő évben pedig 599. A 2020-as 721 jármű után 2021-ben 6009 autót adtak el.